# Stephan Fürstner
Stephan Fürstner (ur. 11 września 1987 w Monachium) – niemiecki piłkarz grający w 1. FC Union Berlin. Występuje na pozycji pomocnika.

## Przebieg kariery
Fürstner jest wychowankiem klubu MTV Dießen, w którym występował w latach 1994–1998. Przez następne 7 lat bronił barw juniorskiej drużyny Bayernu Monachium. W 2005 roku trener Hermann Gerland dołączył go do kadry rezerw. W profesjonalnym futbolu Fürstner zadebiutował 15 października 2005 w wyjazdowym meczu Regionalligi z SpVgg Bayreuth, przegranym przez jego drużynę 0:4. Ogółem w sezonie 2005/2006 wystąpił w 20 spotkaniach i strzelił jednego gola. W kolejnych rozgrywkach zaliczył 26 gier, 2 razy zdobywając bramkę. Otrzymał też szansę debiutu w Bundeslidze. Trener Ottmar Hitzfeld wprowadził go na murawę na końcowe 3 minuty spotkania z Borussią Mönchengladbach (1:1, 5 maja 2007). Był to jedyny występ Fürstnera w pierwszej drużynie Bayernu.
W 2009 roku odszedł do drugoligowego SpVgg Greuther Fürth. W sezonie 2011/2012 awansował z nim do Bundesligi, jednak w kolejnym spadł z powrotem do 2. Bundesligi. W 2015 roku przeszedł do innego drugoligowca, 1. FC Union Berlin.